# Мідж Юр
Джеймс «Мідж» Юр (англ. James "Midge" Ure; нар. 10 жовтня 1953) — шотландський музикант, співак і автор пісень. Відомий як фронтмен британського рок-гурту Ultravox. Його псевдонім, «М-і-дж», є фонетичний реверс ім'я «Дж-и-м». Юр мав особливий успіх у 1970-х та 80-х роках у кількох музичних гуртах, зокрема Ultravox, Slik, Thin Lizzy, Rich Kids та Visage. У 1984 році він разом з Бобом Гелдофом написав і випустив благодійний сингл «Do They Know It's Christmas?», що розійшовся у Великій Британії тиражем 3,7 млн копій. Пісня є другим найбільш популярним синглом в історії музичних чартів Великої Британії. Разом з Гелдофом, Юр також організував Band Aid, Live Aid та Live 8.